# Bezirk Chrzanów
Bezirk Chrzanów – dawny powiat (Bezirk) kraju koronnego Królestwo Galicji i Lodomerii, funkcjonujący w latach 1854–1867. Siedzibą starostwa było miasteczko Chrzanów.

## Historia
Bezirk Chrzanów utworzono w ramach reformy uwłaszczeniowej z okresu Wiosny Ludów (1848–1849), która likwidowała jurysdykcję właściciela ziemskiego nad poddanymi. W Galicji, dominium – jako podstawowa jednostka administracyjna i filar systemu feudalnego straciło rację bytu. Konieczne stało się zatem wprowadzenie nowego systemu administracyjnego, którego zręby powstały w latach 1851–1855. Nowy trójstopniowy podział administracyjny objął 21 cyrkułów (niem. Kreise), 179 małych powiatów (niem. Bezirke) i ponad 6000 gmin (niem. Gemeinde). 
Bezirk Chrzanów objął obszar o wielkości 5,0 mil², zamieszkany przez 22.276 ludzi i podzielony na 28 gminy katastralne, w tym miasteczka Chrzanów i Trzebinia. Wszedł w skład cyrkułu krakowskiego, jako jeden z jego pięciu powiatów ziemskich. Od zachodu powiat graniczył z Królestwem Prus.
Po nadaniu Galicji autonomii oraz powołaniu samorządu gminnego i powiatowego w 1865 zlikwidowano cyrkuły (Kreise). Dotychczasowe małe powiaty (Bezirke) w liczbie 179, utrzymały się do 1867 roku, kiedy to w następstwie kolejnej reformy administracyjnej (23 stycznia 1867) zostały zastąpione przez 74 większych powiatów. Jednym z tych nowych powiatów był powiat chrzanowski, w skład którego wszedł m.in. w całości zniesiony Bezirk Chrzanów.

## Podział administracyjny (1854)
| Lp. | Gmina jednostkowa | Powierzchnia | Ludność | Powiat w 1867 po zniesieniu |
| --- | ----------------- | ------------ | ------- | --------------------------- |
| 1   | Chrzanów (m)      | 2272         | 4568    | chrzanowski                 |
| 2   | Babice            | 2689         | 928     | chrzanowski                 |
| 3   | Balin             | 2770         | 943     | chrzanowski                 |
| 4   | Bobrek            | 2702         | 734     | chrzanowski                 |
| 5   | Bolęcin           | 1219         | 313     | chrzanowski                 |
| 6   | Chełmek           | 1277         | 850     | chrzanowski                 |
| 7   | Dąb               | 635          | 114     | chrzanowski                 |
| 8   | Dulowa            | 1259         | 188     | chrzanowski                 |
| 9   | Gorzów            | 687          | 591     | chrzanowski                 |
| 10  | Gromiec           | 914          | 907     | chrzanowski                 |
| 11  | Jankowice         | 1501         | 921     | chrzanowski                 |
| 12  | Karniowice        | 950          | 371     | chrzanowski                 |
| 13  | Kąty              | 2317         | 356     | chrzanowski                 |
| 14  | Kościelec         | 1536         | 487     | chrzanowski                 |
| 15  | Kwaczała          | 2504         | 1432    | chrzanowski                 |
| 16  | Libiąż Wielki     | 2403         | 1060    | chrzanowski                 |
| 17  | Libiąż Mały       | 4086         | 1112    | chrzanowski                 |
| 18  | Mętków            | 1823         | 530     | chrzanowski                 |
| 19  | Młoszowa          | 2292         | 492     | chrzanowski                 |
| 20  | Ostropole         | 32           | 35      | chrzanowski                 |
| 21  | Piła              | 530          | 154     | chrzanowski                 |
| 22  | Płaza             | 2410         | 1206    | chrzanowski                 |
| 23  | Pogorzyce         | 1439         | 349     | chrzanowski                 |
| 24  | Rozkochów         | 1648         | 721     | chrzanowski                 |
| 25  | Trzebinia (m)     | 1242         | 746     | chrzanowski                 |
| 26  | Trzebionka        | 1245         | 248     | chrzanowski                 |
| 27  | Zagórze           | 2062         | 882     | chrzanowski                 |
| 28  | Żarki             | 2735         | 1038    | chrzanowski                 |

Objaśnienie:
(M) = miasto; (m) = miasteczko